# نيفرلاند
نيفرلاند (بالإنجليزية: Neverland)‏، هي جزيرة خيالية من عمل الكاتب الروائي جيمس ماثيو باري بالإضافة إلى بعض الأعمال المتعلقة بها. وهي عبارة عن مكان بعيد وهمي، حيث يتواجد بيتر بان، وتينكر بيل، القبطان هوك, والأولاد المفقودون وغيرهم من المخلوقات والكائنات الأسطورية.